# Liste des sites Ramsar en Tunisie
Les sites Ramsar en Tunisie sont au nombre de 42 en juillet 2022, ce qui représente une superficie totale de 844 685 hectares. La Tunisie adhère à la convention de Ramsar depuis 1980 et compte de nombreuses zones humides d'importance internationale comme le Chott el-Jérid et le lac Ichkeul.

## Liste
| Numéro Ramsar | Image                                         | Nom du site                                                                                           | Date de classement | Gouvernorat         | Superficie (ha) | Coordonnées                  |
| ------------- | --------------------------------------------- | --- | ------------------ | ------------------- | --------------- | ---------------------------- |
| 1696          |                                               | Aïn Dahab                                                                                             | 7 novembre 2007    | Siliana             | 560             | 35° 53′ N, 9° 28′ E          |
| 1697          | Bahiret el Bibane                             | Bahiret el Bibane                                                                                     | 7 novembre 2007    | Médenine            | 39 266          | 33° 15′ N, 11° 15′ E         |
| 2017          | Barrage de Sidi El Barrak                     | Barrage de Sidi El Barrak                                                                             | 2 février 2012     | Béja                | 2 734           | 37° 00′ N, 9° 01′ E          |
| 1698          |                                               | Barrage Lebna                                                                                         | 7 novembre 2007    | Nabeul              | 1 147           | 36° 45′ N, 10° 54′ E         |
| 2077          |                                               | Barrage Mlaabi                                                                                        | 21 septembre 2012  | Nabeul              | 98              | 36° 49′ N, 10° 59′ E         |
| 2010          |                                               | Barrage Merguellil                                                                                    | 2 février 2012     | Kairouan            | 714             | 35° 33′ N, 9° 44′ E          |
| 2013          |                                               | Barrage Oued El Hajar                                                                                 | 2 février 2012     | Nabeul              | 254             | 36° 50′ N, 11° 02′ E         |
| 2014          |                                               | Barrage Oued Ermal                                                                                    | 2 février 2012     | Zaghouan            | 620             | 36° 20′ N, 10° 20′ E         |
| 2016          |                                               | Barrage Sidi Abdelmoneem                                                                              | 2 février 2012     | Nabeul              | 31              | 36° 51′ N, 10° 56′ E         |
| 2018          | Barrage Sidi Saad                             | Barrage Sidi Saad                                                                                     | 2 février 2012     | Kairouan            | 8 650           | 35° 22′ N, 9° 40′ E          |
| 2005          | Chott Elguetar                                | Chott Elguetar                                                                                        | 2 février 2012     | Gafsa               | 7 400           | 34° 17′ N, 8° 54′ E          |
| 1699          | Chott El Jerid                                | Chott El Jerid                                                                                        | 7 novembre 2007    | Tozeur et Kébili    | 586 187         | 33° 42′ N, 8° 24′ E          |
| 2096          | Complexe Lac de Tunis                         | Complexe Lac de Tunis                                                                                 | 23 janvier 2013    | Tunis               | 2 243           | 36° 49′ N, 10° 14′ E         |
| 2100          |                                               | Complexe des zones humides de Sebkhet Oum Ez-Zessar et Sebkhet El Grine                               | 2 février 2013     | Médenine            | 9 195           | 33° 39′ N, 10° 31′ E         |
| 2101          |                                               | Complexe des zones humides de Barrage Ghdir El Goulla et Barrage El Mornaguia (Al Mornaguia)          | 2 février 2013     | Ariana              | 273             | 36° 46′ 42″ N, 10° 02′ 16″ E |
| 2076          |                                               | Complexe des zones humides des Chott el Guetayate et Sebkhet Dhreia et Oueds Akarit, Rekhama et Meleh | 21 septembre 2012  | Sfax et Gabès       | 4 845           | 34° 06′ N, 10° 01′ E         |
| 1700          |                                               | Djerba Bin El Ouedian                                                                                 | 7 novembre 2007    | Médenine            | 12 082          | 33° 40′ N, 10° 55′ E         |
| 1701          |                                               | Djerba Guellala                                                                                       | 7 novembre 2007    | Médenine            | 2 285           | 33° 42′ N, 10° 44′ E         |
| 1702          | Djerba Ras Rmel                               | Djerba Ras Rmel                                                                                       | 7 novembre 2007    | Médenine            | 1 856           | 33° 52′ N, 10° 54′ E         |
| 2447          | Garâa Sejenane                                | Garâa Sejnane                                                                                         | 2 février 2021     | Bizerte             | 500             | 37° 05′ N, 9° 12′ E          |
| 1703          |                                               | Garaet Sidi Mansour                                                                                   | 7 novembre 2007    | Gafsa               | 2 426           | 34° 14′ N, 9° 29′ E          |
| 2008          | Golfe de Boughrara                            | Golfe de Boughrara                                                                                    | 2 février 2012     | Médenine            | 12 880          | 33° 28′ N, 10° 34′ E         |
| 2009          | Gorges de Thelja                              | Gorges de Thelja                                                                                      | 2 février 2012     | Gafsa               | 675             | 34° 09′ N, 8° 17′ E          |
| 2012          | Îles Kerkennah ou l'archipel de Kerkennah     | Îles Kerkennah ou l'archipel de Kerkennah                                                             | 2 février 2012     | Sfax                | 1 500           | 34° 47′ N, 11° 14′ E         |
| 213           | Ichkeul                                       | Ichkeul                                                                                               | 24 novembre 1980   | Bizerte             | 12 600          | 37° 10′ N, 9° 40′ E          |
| 1704          | Îles Kneiss avec leurs zones intertidales     | Îles Kneiss avec leurs zones intertidales                                                             | 7 novembre 2007    | Sfax                | 22 027          | 34° 22′ N, 10° 20′ E         |
| 1705          | Lac et tourbière de Mejen Ech Chitan          | Lac et tourbière de Mejen Ech Chitan                                                                  | 7 novembre 2007    | Bizerte             | 7               | 37° 09′ N, 9° 06′ E          |
| 1706          | Lagune de Ghar El Melh et Delta de la Mejerda | Lagune de Ghar El Melh et Delta de la Mejerda                                                         | 7 novembre 2007    | Bizerte et Ariana   | 10 168          | 37° 06′ N, 10° 11′ E         |
| 1707          | Lagunes du Cap Bon oriental                   | Lagunes du Cap Bon oriental                                                                           | 7 novembre 2007    | Nabeul              | 504             | 36° 33′ N, 10° 51′ E         |
| 2007          |                                               | Marais d'eau douce Garaet Douza                                                                       | 2 février 2012     | Gafsa               | 1 400           | 34° 28′ N, 8° 29′ E          |
| 2011          |                                               | Oued Dekouk                                                                                           | 2 février 2012     | Tataouine           | 5 750           | 32° 08′ N, 10° 32′ E         |
| 2220          | Réserve naturelle de Saddine                  | Réserve naturelle de Saddine                                                                          | 2 février 2015     | Kef                 | 2 610           | 36° 25′ N, 8° 31′ E          |
| 2015          | Salines de Monastir                           | Salines de Monastir                                                                                   | 2 février 2012     | Monastir            | 1 000           | 35° 45′ N, 10° 46′ E         |
| 1709          | Salines de Thyna                              | Salines de Thyna                                                                                      | 7 novembre 2007    | Sfax                | 3 343           | 34° 39′ N, 10° 43′ E         |
| 1710          | Sebkhet Kelbia                                | Sebkhet Kelbia                                                                                        | 7 novembre 2007    | Sousse              | 8 732           | 35° 50′ N, 10° 15′ E         |
| 1711          |                                               | Sebkhet Noual                                                                                         | 7 novembre 2007    | Sidi Bouzid et Sfax | 17 060          | 34° 25′ N, 9° 45′ E          |
| 2006          | Sebkhet Halk Elmanzel et Oued Essed           | Sebkhet Halk Elmanzel et Oued Essed                                                                   | 2 février 2012     | Sousse              | 1 450           | 35° 59′ N, 10° 30′ E         |
| 1712          | Sebkhet Sejoumi                               | Sebkhet Sejoumi                                                                                       | 7 novembre 2007    | Tunis               | 2 979           | 36° 45′ N, 10° 09′ E         |
| 2019          |                                               | Sebkhet Sidi Elhani                                                                                   | 2 février 2012     | Sousse et Mahdia    | 36 000          | 36° 51′ N, 10° 56′ E         |
| 1713          | Sebkhet Soliman                               | Sebkhet Soliman                                                                                       | 7 novembre 2007    | Nabeul              | 880             | 36° 43′ N, 10° 29′ E         |
| 1708          |                                               | Tourbières de Dar Fatma                                                                               | 7 novembre 2007    | Jendouba            | 13              | 36° 48′ N, 8° 46′ E          |
| 1714          |                                               | Zones humides oasiennes de Kébili                                                                     | 7 novembre 2007    | Kébili              | 2 419           | 33° 30′ N, 8° 55′ E          |